# Lactobacillus spicheri
Lactobacillus spicheri è una specie di batterio appartenente alla famiglia delle Lactobacillaceae.